# Campeonato Nacional de Liga de Baloncesto
El Campeonato Nacional de Liga de Baloncesto va ser una competició de prova, organitzada per la Federació Espanyola de Basquetbol, celebrada l'any 1947, abans d'establir-se la Lliga Espanyola de Bàsquet el 1957.
La competició, celebrada a doble volta, la van disputar vuit clubs: quatre catalans i quatre de la regió «Centro», i es va iniciar el 5 de gener de 1947. Hi va haver a més una segona i una tercera divisió, amb equips repartits en sectors geogràfics. El campió va ser el CF Barcelona.
La Federació Espanyola de Bàsquet va organitzar igualment altres dos tornejos de Lliga de categoria inferior: Lliga Nacional de Segona Divisió (formada per 18 equips) i el Campionat de Tercera Divisió. La importància d'aquests tornejos experimentals radicava en el fet que els sis primers classificats en finalitzar el Campionat Nacional de Lliga i els dos primers de Segona Divisió participarien a la Copa. Aquest primer intent de consolidar un campionat de lliga no va tenir continuïtat per problemes de caràcter econòmic i organitzatiu.

## Equips participants
| Regió Centre          |        |
| Equip                 | Seu    |
| Reial Madrid CF       | Madrid |
| Liceu Francès         | Madrid |
| CB Canàries de Madrid | Madrid |
| Amèrica BC            | Madrid |

| Catalunya     |           |
| Equip         | Seu       |
| CF Barcelona  | Barcelona |
| UD Montgat    | Montgat   |
| Club Juventud | Badalona  |
| JACE Calella  | Calella   |

## Classificació
Els dos primers partits de la competició (anomenada en el seu moment Campionat Nacional de Lliga, com el de futbol) es van jugar el diumenge 5 de gener. En el primer cap de setmana la UE Montgat va derrotar a l'Amèrica BC, campió del Centre, per 65-19, en un partit del qual les cròniques de l'època destaquen que «va ser una llàstima l'actitud antiesportiva dels madrilenys Pedro i Emilio Alonso, que van romandre diversos minuts inactius, poc abans del final», i el CF Barcelona va vèncer al Reial Madrid CF per 36-54 en el Frontó Festa Alegre. L'endemà, l'Amèrica BC va tornar a perdre (54-42 davant el Club Joventut) i el CF Barcelona va tornar a guanyar (32-57 a la pista del Liceu Francès).
Per a abaratir despeses, quan un equip es desplaçava de Catalunya a Madrid, o viceversa, aprofitava per a jugar dos partits en dos dies seguits, generalment dissabte i diumenge. Una fórmula que es va mantenir en les primeres edicions de la Lliga, una vegada consolidada aquesta.
El campió de la competició va ser el CF Barcelona, que va guanyar els dotze partits. Segona va quedar la UD Montgat, amb 8 victòries i 4 derrotes. Cal destacar que el partit CF Barcelona–UD Montgat, del 12 de gener de 1947, va ser el primer que van dirigir dos àrbitres, i no un només, a Espanya: Juan Marqués i Joaquín Calvet, els millors de l'època.
Els sis primers es van classificar directament per als quarts de final del Campionat d'Espanya (la Copa del Generalíssim), la final de la qual també va guanyar el CF Barcelona: 39-25 al CB Canàries de Madrid en un partit sense història. La igualtat, i la polèmica, es va viure a la semifinal entre el Canàries i el Montgat. La Federació Espanyola havia determinat que el partit de tornada havia de repetir-se, perquè l'arbitratge va ser escandalosament parcial a favor dels madrilenys, però la Delegació Nacional d'Esports va admetre el recurs d'aquest club i va donar per bo el 46-25 que els portava a la final.

### Classificació original
La Lliga comptava amb vuit equips inicialment però l'Amèrica BC va ser desqualificat, per aquest motiu la classificació definitiva només compta amb set equips.

## Lliga Nacional de Segona Divisió
La fase final de la Lliga Nacional de Segona Divisió es va disputar al Frontó Festa Alegre de Madrid els dies 11, 12 i 13 d'abril de 1947.